# Horst (Oppeln)
Horst (polnisch Świerkle) ist der nördlichste Stadtteil der Stadt Oppeln. Bis 2016 lag die oberschlesische Ortschaft in der Gemeinde Groß Döbern im Powiat Opolski (Landkreis Oppeln).

## Geographie

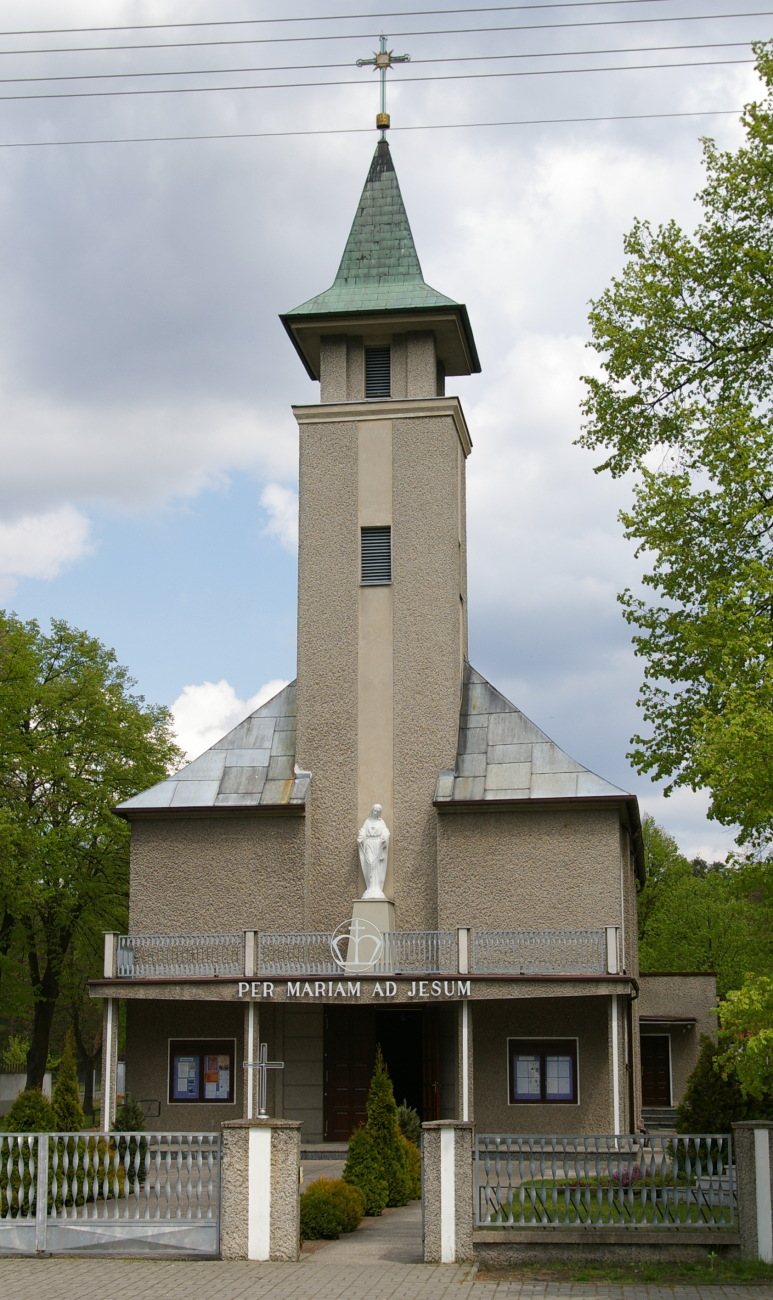
Kirche des Unbefleckten Herzens der Heiligen Jungfrau Maria

### Geographische Lage
Horst liegt sieben Kilometer östlich vom ehemaligen Gemeindesitz Groß Döbern und elf Kilometer nördlich von der Kreisstadt und Woiwodschaftshauptstadt Opole (Oppeln). Horst liegt in der Nizina Śląska (Schlesischen Tiefebene) innerhalb der Pradolina Wrocławska (Breslauer Urstromtal). Der Ort liegt innerhalb weitläufiger Waldgebiete. Südwestlich von Horst liegt das Kraftwerk Opole.

### Nachbarorte
Nachbarorte von Horst sind im Westen Finkenstein (Brzezie), im Norden Brinnitz (Brynica), im Osten Massow (Masów) und im Süden Czarnowanz (Czarnowąsy).

## Geschichte
Horst entstand 1773 als Kolonie. Offiziell gegründet wurde der Ort am 10. Juli 1773 im „Schwirklawald“.
Nach der Neuorganisation der Provinz Schlesien gehörte die Landgemeinde Krzanowitz ab 1816 zum Landkreis Oppeln im Regierungsbezirk Oppeln. 1861 lebten 376 Einwohner im Ort. 1865 zählte das Dorf 20 Gärtner, sechs Ackerhäusler und sieben Einlieger. Eingeschult waren die Bewohner nach Massow. 1874 wurde der Amtsbezirk Czarnowanz gegründet, welcher aus den Landgemeinden Borrek, Czarnowanz, Frauendorf, Horst und Krzanowitz und den Gutsbezirken Czarnowanz Domäne und Krzanowitz Domäne bestand.
Bei der Volksabstimmung in Oberschlesien am 20. März 1921 stimmten 223 Wahlberechtigte für einen Verbleib bei Deutschland und 192 für Polen. Horst verblieb beim Deutschen Reich. 1933 lebten im Ort 589 Einwohner. 1939 hatte der Ort 593 Einwohner. Bis 1945 befand sich der Ort im Landkreis Oppeln.
1945 kam der bisher deutsche Ort unter polnische Verwaltung und wurde in Świerkle umbenannt und der Woiwodschaft Schlesien angeschlossen. 1950 kam der Ort zur Woiwodschaft Oppeln. 1999 kam der Ort zum wiedergegründeten Powiat Opolski. Am 22. April 2009 wurde in der Gemeinde Groß Döbern, der Horst angehörte, Deutsch als zweite Amtssprache eingeführt und am 1. Dezember 2009 erhielt der Ort zusätzlich den amtlichen deutschen Ortsnamen Horst. Zum 1. Januar 2017 wurde Horst in die Stadt Oppeln eingemeindet.

## Sehenswürdigkeiten
- Die Kirche des Unbefleckten Herzens der Heiligen Jungfrau Maria (poln. Kościół Niepokalanego Serca NPM) wurde 1949 erbaut. 1970 wurde das Gotteshaus durch ein Feuer zerstört und erhielt nach zweimonatiger Renovierung sein heutiges Aussehen[7].
- Fünf Bildstöcke
- Glockenturm aus dem 18. oder 19. Jahrhundert

## Vereine
- Sportverein LZS Grom Świerkle